# Gavialis bengawanicus
Gavialis bengawanicus — це вимерлий вид крокодилів, який споріднений сучасному індійському гаріалу. Скам'янілості були знайдені в Таїланді та Індонезії. Типове місце розташування — Трініл.
Присутність цього виду в Таїланді може пояснити розподіл викопних гаріалів, який здається розрізненим, охоплюючи Пакистан і Яву, але не сполучні території. Скам'янілості припускають, що гаріали могли поширюватися з Індо-Пакистану до Індонезії через Таїланд, не вдаючись до морських шляхів.